# Tower 185
Tower 185 es un rascacielos de 55 plantas y 200 m (656 pies) de altura situado en el distrito Gallus de Fráncfort del Meno, Alemania. Es el cuarto edificio más alto de Fráncfort del Meno y el cuarto más alto de Alemania, empatado con la Main Tower. El mayor ocupante de la torre es la sucursal alemana de PricewaterhouseCoopers, que ha alquilado 60 000 m² (600 000 ft²). 
La torre fue planeada inicialmente con una altura de 185 m (607 pies) y 50 plantas; sin embargo, cuando cambiaron los planes y se incrementó la altura de la torre con cinco plantas más, no se cambió el nombre.